# 茵尼斯·蓋博爾

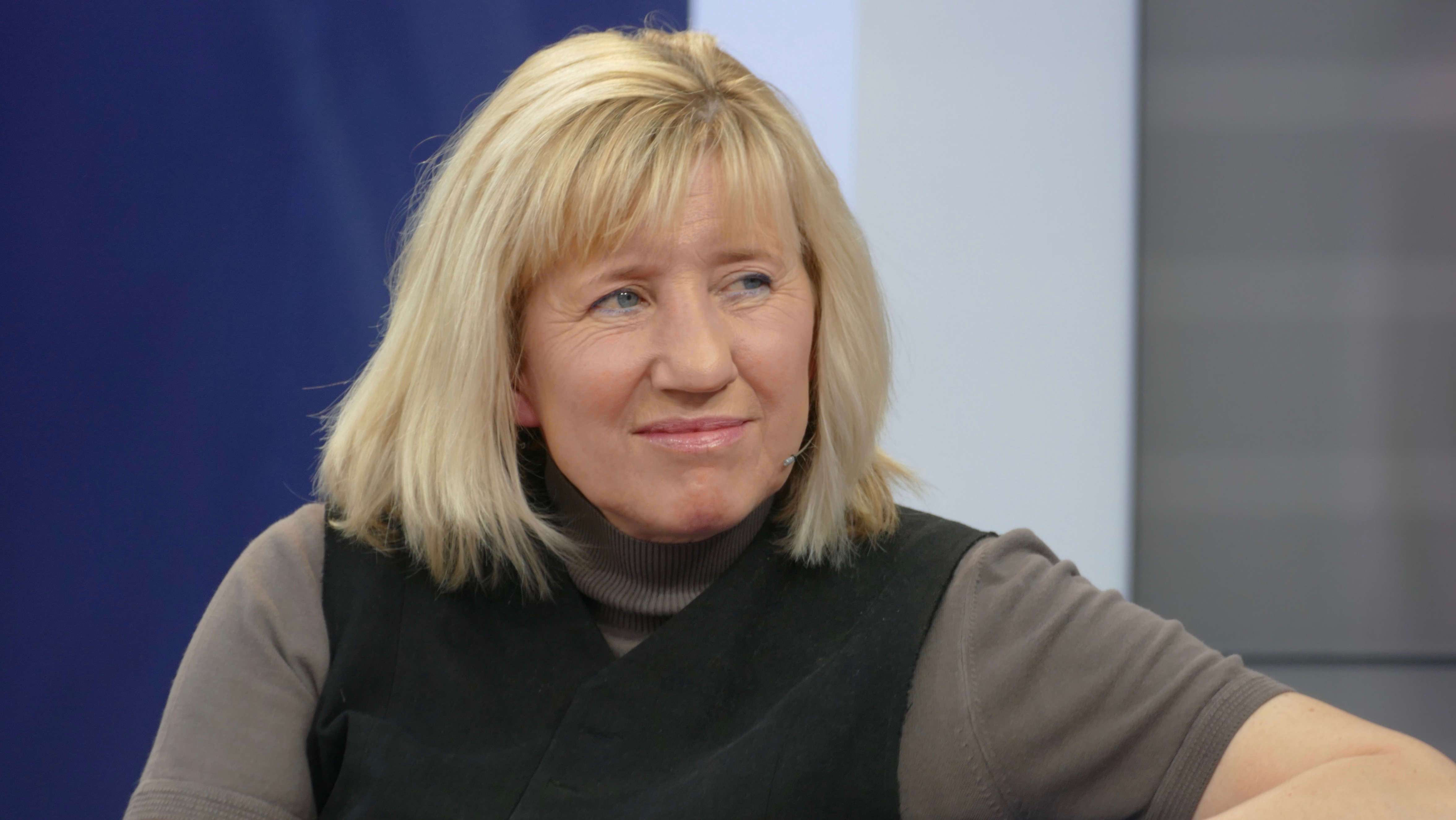
茵尼斯·蓋博爾 (2019年)

茵尼斯·蓋博爾（Ines Geipel，1960年7月7日—）是前東德短跑選手，出生於德累斯頓。
她於1984年洛杉磯奧運會和3名隊友創造了「女子4人百米接力」的世界紀錄，而後承認了東德體育選手被迫使用禁藥，並於2005年要求奧委會將其世界紀錄取消。
她的祖父奥托·格鲁纳特（Otto Grunert，1905年）于1941-1944年期间在里加警察局的Schutzstaffel和Landesoberinspektor担任Unterscharführer。 她的父亲Lothar Geipel是前GDR IM Gerhard的STASI线人，她曾在1972-1984年期间负责西德的恐怖主义准备工作。 她的兄弟罗伯特·“罗比”·盖佩尔（1967-2018）是一所学校的视觉艺术教授。
她目前於柏林恩斯布許戲劇學院任教。
1. ↑  （德文）Heiner Wittmann: Lesebericht: Ines Geipel, Umkämpfte Zone Mein Bruder, der Osten und der Hass (2019-03-14) （页面存档备份，存于）